# خورخه رولدان
خورخه رولدان (انگلیسی: Jorge Roldán; ۱۶ نوامبر ۱۹۴۰ – ۸ ژوئن ۲۰۲۳) بازیکن و مربی فوتبال اهل گواتمالا بود که درپست یک هافبک بازی ‌می‌کرد و تقریبا تمام دوران حرفه‌ای خود را برای تیم محلی آرورا اف سی بازی کرد.
وی همچنین در تیم ملی فوتبال گواتمالا بازی کرده‌است.